# Spalerosophis josephscorteccii
Spalerosophis josephscorteccii är en ormart som beskrevs av Lanza 1964. Spalerosophis josephscorteccii ingår i släktet Spalerosophis och familjen snokar. Inga underarter finns listade i Catalogue of Life.
Denna orm förekommer i norra delen av regionen Puntland i Somalia. Den lever i en oas. Honor lägger ägg.
Det är inget känt om populationens storlek och möjliga hot. IUCN listar arten med kunskapsbrist (DD).